# 26 Canis Majoris
26 Canis Majoris (26 CMa) es una estrella en la constelación del Can Mayor de magnitud aparente +5,90.
De acuerdo a la nueva reducción de los datos de paralaje de Hipparcos, se encuentra a 838 años luz de distancia del sistema solar.
26 Canis Majoris es una estrella blanco-azulada de tipo espectral B2V/V cuya temperatura efectiva es de aproximadamente 16.255 - 17.400 K.
Con un radio de 3,3 radios solares, brilla con una luminosidad unas 1000 veces superior a la del Sol.
Gira sobre sí misma con una velocidad de rotación igual o mayor de 70 km/s, siendo su período de rotación de 2,27 días.
Tiene una masa entre 4,9 y 5,5 veces mayor que la masa solar y su edad se estima en algo menos de 50 millones de años.
26 Canis Majoris es una estrella Bp químicamente peculiar con un campo magnético longitudinal medio de 518 G.
Es una estrella variable —con una variación de brillo de sólo 0,03 magnitudes— que recibe la denominación, en cuanto a variable, de MM Canis Majoris.
La variabilidad está ocasionada porque elementos como helio y silicio se distribuyen de forma no homogénea en la superficie estelar.
Existen regiones pobres en silicio cerca del ecuador de la estrella, mientras que en los polos hay regiones ricas en silicio.
En cuanto al helio, se ha detectado una mancha de helio cerca del ecuador, a su vez rodeada por una región muy pobre en este elemento.